# Theodor Escherich
Theodor Escherich (Ansbach, 29 novembre 1857 – Vienna, 15 febbraio 1911) è stato un batteriologo e pediatra tedesco naturalizzato austriaco, professore di pediatria alle università di Monaco di Baviera, Graz e Vienna, noto soprattutto per i suoi contributi nei campi della batteriologia, avendo dato il nome all'Escherichia coli.

## Biografia
Theodor Escherich nacque ad Ansbach (Regno di Baviera), figlio ultimogenito di Ferdinand Escherich, un ufficiale sanitario studioso di statistica medica, e di Maria Sophie Frieder, figlia di un colonnello dell'esercito bavarese. Dopo avere frequentato le scuole medie nel seminario Stella Matutina, retto dai gesuiti, di Feldkirch (Austria), Escherich si iscrisse alla facoltà di medicina dell'Università di Strasburgo nel 1876 e, dopo aver frequentato le università di Kiel, Berlino e Würzburg, si laureò a Monaco di Baviera nel 1881.
Nel 1882 Theodor Escherich divenne assistente dell'internista Karl Christian Adolf Jakob Gerhardt nella clinica medica dell'Ospedale Julius di Würzburg. Fu probabilmente Gerhardt a risvegliare l'interesse di Escherich nei confronti della pediatria, e forse anche della batteriologia, quando lo inviò come assistente scientifico a Napoli dove si era sviluppata una epidemia di colera (1884).
Poiché alla fine del XIX secolo in Germania mancavano istituti pediatrici, Escherich si recò a Parigi e poi Vienna, dove lavorò per alcuni mesi con Hermann Widerhofer nella clinica pediatrica St. Anna Kinderspital. Nel 1885 divenne assistente alla clinica pediatrica del Reisingerianum, e successivamente come assistente all'Ospedale pediatrico Hauner di Monaco di Baviera sotto la guida di Heinrich von Ranke. Divenne Privatdozent in pediatria all'Università di Monaco di Baviera nel 1886. Escherich si convinse che la batteriologia avrebbe potuto risolvere, o quanto meno chiarire, la maggior parte delle patologie pediatriche, e a Monaco di Baviera le circostanze erano favorevoli alla ricerca in ambito batteriologico: Wilhelm Frobenius, un allievo di Robert Koch, gli insegnò le tecniche di coltura e i metodi di caratterizzazione batterica; Escherich aveva inoltre accesso ai laboratori dell'istituto di igiene, diretto da Max Josef von Pettenkofer, al laboratorio di batteriologia diretto da Otto von Bollinger, all'istituto di fisiologia diretto da Karl von Voit, e ai laboratori dell'industria casearia di Franz von Soxhlet.
Nel 1886 Escherich pubblicò una monografia, frutto degli intensi studi sperimentali in laboratorio, sul ruolo dei batteri intestinali nella fisiologia della digestione del bambino; il lavoro lo consacrò come il più importante batteriologo in campo pediatrico. Nel 1890 pertanto Escherich succedette a Rudolf von Jaksch (1855-1947) come professore straordinario di pediatria e direttore della clinica pediatrica di Graz, e quattro anni più tardi fu promosso professore ordinario. Durante la permanenza a Graz sposò Margaretha Pfaundler, figlia del fisico Leopold Pfaundler von Hadermur.
Essendo morto Hermann Widerhofer nel 1902, Escherich fu chiamato a succedergli all'Università di Vienna e alla clinica pediatrica St. Anna Kinderspital di Vienna. Fra i suoi allievi a Vienna occorre ricordare Béla Schick e Clemens von Pirquet; quest'ultimo fu peraltro il suo successore a Vienna. Gli interessi di Escherich a Vienna furono legati all'igiene e alla medicina preventiva. Nel 1903 scrisse un opuscolo divulgativo, rivolto alle donne, contenente consigli e informazioni igieniche; il successo dell'iniziativa e il consenso lo spinsero a fondare, l'anno successivo, il Verein Säuglingsschutz, una associazione di assistenza neonatale. Nel 1908, in occasione dei festeggiamenti per il 60º anniversario dell'ascesa al trono di Francesco Giuseppe, Escherich cercò nuovamente di sensibilizzare le autorità e l'opinione pubblica sull'altissima percentuale di mortalità infantile nell'impero e sui mezzi per diminuirla fra i quali, oltre alle norme igieniche, Escherich comprendeva anche l'allattamento al seno dei neonati. I suoi sforzi diedero luogo alla costruzione dell'Istituto Imperiale per l'Assistenza Materna e Infantile, la Kinderklinik al St. Anna Kinderspital.

## Opere
- Die marantische Sinusthrombose bei Cholera infantum. (Tesi di dottorato), Munich, 1881.
- Ätiologie und Pathogenese der epidemischen Diphterie, 1892.
- Die marantische Sinusthrombose bei Cholera infantum. Jahrbuch für Kinderheilkunde (1883) 19: 261-274.
- Klinisch-therapeutische Beobachtungen aus der Cholera-Epidemie in Neapel. Münchener medizinische Wochenschrift (1884) 31: 561-564.
- Bakteriologische Untersuchungen über Frauenmilch. Fortschritte der Medizin (1885) 3: 231-236.
- Die Darmbakterien des Säuglings und ihre Beziehungen zur Physiologie der Verdauung, Stuttgart, 1886.
- Ueber Darmbakterien im allgemeinen und diejenige der Säuglinge im Besonderen, sowie der Beziehungen der letzteren zur Aetiologie der Darmerkrankungen. Centralblatt für Bakteriologie, Berlin (1887) 1: 705-713.
- Die normale Milchverdauung des Säuglings. Jahrbuch für Kinderheilkunde (1888) 27: 100-112.
- Zur Reform der künstlichen Säuglingsernährung. Wiener klinische Wochenschrift (1889) 2: 761-763.
- Zur Aetiologie der Diphterie. Centralblatt für Bakteriologie, Berlin (1890) 7: 8-13.
- Ueber Milchsterilisirung zum Zwecke der Säuglingsernährung mit Demonstration eines neuen Apparates. Berliner klinische Wochenschrift (1890) 27: 1029-1033.
- Idiopathische Tetanie im Kindesalter. Wiener klinische Wochenschrift (1890) 5: 769-774.
- Die Resultate der Koch'schen Injektionen bei Skrofulose und Tuberculose. Jahrbuch für Kinderheilkunde (1891-1892) 33: 369-426.
- Ätiologie und Pathogenese der epidemischen Diphterie. I. Der Diphterie-bacillus, Vienna (1892.
- Ueber einen Schutzkörper im Blute der von Diphterie geheilten Menschen. (scritto con Rudolf Klemensiewicz). Centralblatt für Bakteriologie, Berlin (1893) 13: 153-161.
- Tetanie. In Jacques-Joseph Grancher (editor): Traité des maladies de l'enfance, Paris 1895, IV.
- Bemerkungen über den Status lymphaticus der Kinder. Berliner klinische Wochenschrift (1896) 33: 645-650.
- Diphterie, Croup, Serumtherapie nach Beobachtungen an der Universitäts-Kinderklinik in Graz, Vienna (1895.
- Begriff und Vorkommen der Tetanie im Kindesalter. Berliner klinische Wochenschrift (1897) 34: 861-866.
- Versuche zur Immunisirung gegen Diphterie auf dem Wege des Verdauungtractes. Wiener klinische Wochenschrift (1897) 10: 799-801.
- Kritische Stimmen zum gegenwärtigen Stande der Heilserumtherapie. Heilkunde, Vienna (1897-1898) 2: 593-606.
- La valeur diagnostique de la radiographie chez les enfants. Revue mensuelle des maladies de l'enfance (1898) (16: 233-242).
- Pyocyaneusinfectionen bei Säuglingen. Centralblatt für Bakteriologie (1899) 25: 117-120.
- Zur Aetiologie der Dysenetrie. Centralblatt für Bakteriologie (1899) 26: 385-389.
- Zur Kenntnis der Unterschiede zwischen der naturlichen und künstlichen Ernährung des Säuglings. Wiener klinische Wochenschrift (1900) 13: 1183-1186.
- Die Erfolge der Serumbehandlung des Scharlach an der Universitäts-Kinderklinik in Wien. Wiener klinische Wochenschrift (1903) 16: 663-668.
- Die Grundlage und Ziele der modernen Kinderheilkunde. Wiener klinische Wochenschrift (1904) 17: 1025-1027.
- Die neue Säuglingsabteilung im St. Anna-Kinderspital in Wien. Wiener klinische Wochenschrift (1905) 18: 977-982.
- Antrag auf Einsetzung eines Komitees behufs Ausarbeitung von Vorschlägen zur Förderung der Brusternährung. Wiener klinische Wochenschrift (1905) 18: 572-575.
- Der Verein “Säuglingsschutz” auf der hygienischen Ausstellung in der Rotunde 1906. Wiener klinische Wochenschrift (1906) 18: 871-875.
- Zur Kenntnis der tetanoiden Züstände im Kindesalter. Münchener medizinische Wochenschrift (1907) 54: 2073-2074.
- Hermann Freiherr von Widerhofer 1832-1901. Wiener klinische Wochenschrift (1907) 20: 1510-1513.
- Die Bedeutung des Schularztes in der Prophylaxe der Infectionskrankheiten. Monatsschrift für Gesundheitspflege (1908) 26: 117-130.
- Was nennen wir Skrofulose? Wiener klinische Wochenschrift (1909) 22: 224-228.
- Die Tetanie der Kinder, Vienna (1909.
- Die Infektionswege der Tuberkulose, insbesondere im Säuglingsalter. Wiener klinische Wochenschrift (1909) 22: 515-522.
- Ueber Indikationen und Erfolge der Tuberkulintherapie bei der kindlichen Tuberculose. Wiener klinische Wochenschrift (1910) 23: 723-730.